# Daniel Křetínský
Daniel Křetínský (* 9. července 1975 Brno) je český právník a podnikatel. Podle časopisu Euro se stal v roce 2024 nejbohatším Čechem s majetkem v hodnotě 390,0 miliard korun a v roce 2017 se zařadil mezi dolarové miliardáře. Je majoritním vlastníkem (50 % + 1 akcie), přičemž od roku 2017 vlastnil 94 % akcií české holdingové společnosti Energetický a průmyslový holding (EPH), která zahrnuje přes sedmdesát společností, působí v devíti evropských státech a zaměstnává více než 15 tisíc lidí.
Je předsedou představenstva fotbalového klubu AC Sparta Praha, drží také podíl na anglickém klubu West Ham United FC. Vedle celé řady pozic v rámci skupiny EPH je investorem například ve společnosti Czech News Center (média), EP Global Commerce (velkoobchod), EC Investments (e-commerce) nebo EP Industries (průmyslová aktiva). V roli předsedy představenstva (CEO) společnosti EP Infrastructure ho nahradil Gary Mazzotti, Daniel Křetínský však zůstává předsedou dozorčí rady společnosti.

## Osobní život
Jeho otcem je profesor Mojmír Křetínský (* 9. května 1950 Vyškov), vedoucí Katedry teorie programování na Fakultě informatiky Masarykovy univerzity. Matka Michaela Židlická (* 18. srpna 1952 Brno), je bývalá docentka římského práva na Právnické fakultě Masarykovy univerzity a v letech 2004–2014 soudkyně Ústavního soudu České republiky. Jeho nevlastním otcem, který jej vychovával, je brněnský umělecký fotograf Vladimír Židlický (narozen 26. července 1945 Hodonín).
Daniel Křetínský maturoval na brněnském Gymnáziu Matyáše Lercha roku 1993. Má bakalářský titul z politických věd a titul magistra a doktora práv z Právnické fakulty Masarykovy univerzity.
Obývá pražskou vilu U Mrázovky, ve které za první republiky bydlel průmyslník Jaroslav Preiss. V období komunistického režimu v Československu ji pro sebe zabral prezident Antonín Novotný. Po rozdělení vily na čtyři byty v ní bydlel mj. vysoký funkcionář Vasil Biľak.
Křetínský hraje ve volném čase golf a tenis a je sběratelem umění. Jeho partnerkou byla do roku 2017 Klára Cetlová, členka rozkladové komise České národní banky, se kterou má syna. Od konce roku 2017 do začátku roku 2023 byla jeho partnerkou Anna Kellnerová, dcera miliardáře Petra Kellnera.

## Podnikatelské aktivity

### Energetika: Energetický a průmyslový holding (EPH)
Po studiích působil jako koncipient v brněnské advokátní kanceláři Gottweis & Partner. V roce 1999 začal v Praze pracovat pro investiční skupinu J&T. V únoru 2002 se stal předsedou představenstva společnosti Vulkan Hrádek nad Nisou. V srpnu téhož roku se stal místopředsedou představenstva společnosti Kablo Elektro Vrchlabí. V roce 2003 se stal partnerem skupiny J&T, čímž získal právo podílet se na ziscích.
V roce 2009 se v rámci skupiny J&T podílel na založení Energetického a průmyslového holdingu (EPH), nyní je předsedou jeho představenstva a od roku 2017 majoritním vlastníkem (mezi lety 2017 a 2020 s podílem 94 %). Je také předsedou dozorčí rady skupiny EP Industries, odštěpené z EPH, která vlastní mimo jiné firmu AVE CZ nebo SOR Libchavy a je významným hráčem také v českém teplárenství. Dále je členem vedení několika holdingu EPH přidružených společností, jako je např. společnost Eustream a dceřiná společnost EPH – EP Investment Advisors. Zastává i funkce ve společnostech, jež nejsou spřízněny s EPH.
Většinový podíl v EPH si Křetínský zajistil v roce 2017, kdy odkoupil 37% podíl slovenského podnikatele Patrika Tkáče (zakladatele skupiny J&T). Ten se ovšem v roce 2020 do vlastnické struktury EPH vrátil, když zpět odkoupil 44 % akcií. Křetínský a zmínění menšinoví akcionáři společně vlastnili většinových 56 %. Poté založili novou holdingovou společnost EP Corporate Group (EPCG) a investiční společnost EP Equity Investment. Byl tím zahájen postupný odklon od energetiky směrem k maloobchodu a velkoobchodu. EPCG má postupně převzít všechny Křetínského podíly ve všech jeho společnostech navázaných na EPH s výjimkou Czech Media Invest. V březnu 2021 se EPH prostřednictvím kontraktu na termínované a revolvingové úvěry podařilo od syndikátu mezinárodních bank získat úvěr v hodnotě miliardy eur (26 miliard korun). V čele syndikátu bank stála česká Komerční banka jako hlavní agent úvěru. V syndikátu dále byly banky Bank of China, Credit Suisse, ING Bank nebo UniCredit Bank.
V roce 2016 koupil dvě francouzské uhelné elektrárny v Saint-Avold a Gardanne, u nichž na rok 2022 bylo oznámeno ukončení jejich provozu.[zdroj?]

### EP Real Estate
Jeho realitní společnost EP Real Estate z holdingu EPH na konci roku 2021 dokončila nákup dopravce Tourbus a s ním i autobusového nádraží Zvonařka v Brně. EP Real Estate se stala jediným akcionářem společnosti Tourbus. Ta prostřednictvím společnosti ČSAD Brno Holding vlastní i autobusového nádraží Zvonařka. Hodnota transakce nebyla zveřejněna.

### Média: Czech News Center
Křetínský je též spolumajitelem někdejšího vydavatelství Ringier ČR (Blesk, Reflex, deník Sport, deník E15), které bylo přejmenováno na Czech News Center. Transakce v hodnotě 170 milionů eur (přibližně 5 miliard korun) byla oznámena v prosinci 2013.

### Francouzský deníkLe Monde
V říjnu 2018 se Křetínský stal menšinovým akcionářem významného francouzského deníku Le Monde (13 % podíl). V této souvislosti popřel, že by byl ve styku s francouzskými politiky a ve střetu zájmů z hlediska svých ekonomických aktivit ve Francii. Později se však prokázalo, že před francouzskými prezidentskými volbami v roce 2017 kontaktoval několik politiků blízkých k prezidentským kandidátům a projevoval zájem o kapitálový vstup do francouzského energetického koncernu EDF. Téměř pět set novinářů deníku Le Monde v červenci 2019 v otevřeném dopise vyzvalo Křetínského, aby jim písemně zaručil vydavatelskou nezávislost. Vadilo jim, že s nimi nikdo neprodiskutoval možnost vstupu Křetínského do vlastnické struktury deníku, jehož oni coby drobní akcionáři sdružení ve skupině Groupe Le Monde vlastní 25 % podíl. V roce 2023 Křetínský svůj menšinový podíl na deníku Le Monde prodal.

### Fotbal

#### AC Sparta Praha
Křetínský je předsedou představenstva fotbalového klubu AC Sparta Praha, který společně se skupinou J&T a dalšími akcionáři od roku 2004 vlastní.
V roce 2014 došla Sparta k dohodě se státem ohledně sporu o cenu pozemků pod stadionem na pražské Letné. Pozemky byly převedeny Spartě v roce 2002 za podezřele nízkou cenu 20 milionů korun, ačkoliv jiný znalecký posudek hovořil o desetinásobné hodnotě. Sparta se v roce 2014 dohodla s Ministerstvem financí, že mu za převod pozemků dodatečně doplatí 34 milionů korun, musela se však přitom zavázat, že pozemky bude využívat ke sportovním účelům až do roku 2030. Generální ředitel Sparty František Čupr v roce 2020 uvedl, že pro období po roce 2030 existují tři scénáře: 1) rekonstrukce stadionu, 2) stavba nového stadionu na Letenské pláni, 3) stěhování do jiné městské části. Celkově se součástí řešení jeví využití pozemků pro lukrativnější komerční činnost. Vedle toho Křetínský zrušil přiléhající tréninkové hřiště Sparty na Letné, přičemž chtěl na pozemku nejdříve vybudovat obchodní centrum. Ovšem po nevoli místních občanů projekt přepracoval na luxusní sedmipatrový hotel s více než 500 pokoji. Ten začal přes svou firmu EP Real Estate stavět v roce 2019.
Nejméně od roku 2016 Křetínský jedná o zapojení Sparty do stavby nového národního stadionu na Strahově. O svých schůzkách z přelomu let 2016 a 2017 s bývalou náměstkyní Ministerstva školství, mládeže a tělovýchovy Simonou Kratochvílovou, předsedou České unie sportu Miroslavem Janstou a tehdejším šéfem fotbalu Miroslavem Peltou, musel v roce 2021 vypovídat u soudu v kauze sportovních dotací. Tam vypověděl, že ho, coby majitele médií, mimo jiného ministerstvo a Česká unie sportu žádalo o pozitivní pokrytí jejich úsilí v oblasti sportu. Nový národní stadion byl také předmětem jednání. V září 2021 Sparta veřejně představila svou nabídku financování národního stadionu na Strahově na místě chátrajícího stadionu Evžena Rošického, který patří Fotbalové asociaci ČR. Nabídla investici až čtyři miliardy korun, přičemž by na národním stadionu hrála i sama Sparta domácí zápasy. Pro reprezentaci by bylo povinné, aby využívala právě tento stadion, přičemž přijmy ze zápasů (lístky a další zpoplatněné služby) by šly Spartě. Reakce od Fotbalové asociaci ČR však v té době byla, dle Františka Čupra, spíše odmítavá.

#### West Ham United
V říjnu 2021 přišel deník The Athletic se zprávou, že Křetínský zvažuje koupi menšinového podílu v anglickém West Ham United FC. Mělo by se jednat o podíl ve výši 27 procent s možným navýšením do budoucna, kdy by se Křetínský mohl stát většinovým majitelem klubu. Server Sky Sports uvedl, že je klub hodnocen na úrovni 600 až 700 milionů liber (~ 18–20 miliard korun při kurzu 1 GBP = 30,41 CZK). V listopadu 2021 Křetínský avizovaný 27% podíl akcií klubu skutečně koupil.

### Retail a velkoobchod: Majorelle Investments, Vesa Equity Investment

#### Majorelle Investments
V roce 2020 se spojil s francouzským investičním bankéřem Gabrielem Naourim a společně založili investiční holding Majorelle Investments. Jeho prostřednictvím nakoupili nejdříve 5,5% podíl akcií v nábytkářském řetězci Maisons du Monde, který v roce 2021 bezmála zdvojnásobili na 10 %.

#### Spolupráce s podnikatelem Patrikem Tkáčem
Se slovenským podnikatelem Patrikem Tkáčem pojí Křetínského již jeho působení v Tkáčově J&T Finance Group a také v Energetickém a průmyslovém holdingu (EPH). Společně dále investují do retailových, velkoobchodních a e-commerce společností.
Přes společnost EC Investments od roku 2017 společně vlastnili 40 % akcií Mall Group, která vlastní obchody Mall a dále e-commerce firmy Mall.cz, Mall.tv, CZC.cz, Vivantis.cz, Bigbrands.cz, Bux.cz, Rozbaleno.cz a Košík.cz. Dalších 40 % vlastnictví připadalo pod PPF Group. V roce 2021 Odkoupili Křetínský s Tkáčem podíl PPF Group v tehdy prodělečné Mall.tv, kterou tak zcela ovládli a pro kterou nově založili firmu Czech Video Center, která je nově sesterskou společností vydavatelského domu Czech News Center v rámci konglomerátu Czech Media Invest. Od PPF v roce 2021 odkoupili přes svou akciovou společnost EP Corporate Group také podíl ve firmě Košík.cz, čímž se stali jejími většinovými vlastníky.
V roce 2017 přes Czech Media Invest koupili spolu s investiční skupinou Rockaway Capital, kterou řídí podnikatel Jakub Havrlant, knižní jedničku Euromedia Group, pod kterou spadají nakladatelství a firmy, jako jsou: Knižní klub, Odeon, Booktook.cz, Dobré Knihy a knihkupecká síť Luxor. V roce 2021 prodali svůj 50% podíl a společnost Rockaway Capital se tak stala jediným vlastníkem skupiny Euromedia.
V srpnu 2018 bylo oznámeno, že Křetínský a Tkáč se přes společnost EP Global Commerce dohodli s německou skupinou Haniel Holding na koupi 7,3 % akcií obchodní společnosti Metro, která například v česku provozuje síť velkobchodů Makro. Vzhledem k tehdejší burzovní kapitalizaci Metra (společnost je zahrnuta do indexu M-Dax) se jednalo o možnou kupní cenu balíku akcií ve výši 360 milionů eur (asi 9,2 miliardy korun). Vlastnila také hypermarkety Real. Společnost Metro tehdy provozovala 763 tzv. cash-and-carry obchodů (převážně pro zákazníky z řad podnikatelů) a je činná ve 25 zemích, mj. i v Česku. Postupně Křetínský s Tkáčem podíl akcií zvedli až na 40 % a stali se tak nejsilnějšími akcionáři.
Křetínský a Tkáč společně založili investiční společnost Vesa Equity Investment, které je většinový vlastník Křetínský (53 %), zbylých 47 % společnosti vlastní Tkáč. Společnost v roce 2019 odkoupila 4,6% podíl ve francouzské retailové skupině Casino Guichard-Perrachon SA vlastnící obchodní domy a supermarkety. Postupně byl podíl navýšen až na 5 %. V roce 2020 přes Vesa Equity Investment odkoupili 5% podíl v britské poště Royal Mail, která byla privatizována v roce 2013. Postupně svůj podíl navýšili až na 17 %, čímž se stali nejsilnějším akcionářem. V roce 2021 také nakoupili akcie nizozemské pošty PostNL, kde začali na 3% podílu, který během půl roku navýšili na 15 % a stali se tak i zde největším akcionářem. Dále se po odkupu 5 % akcií stali čtvrtým největším akcionářem v americké síti obchodních domů Macy's. Rovněž odkoupili 6% podíl akcií společnosti Foot Locker. Ten do ledna 2021 navýšili na 12,5 %, než ho začali zhodnocený postupně odprodávat. V neposlední řadě se koupí 3 % akcií v britském druhém největším řetězci s potravinami Sainsbury's stali jedním z tamních nejsilnějších akcionářů. V roce 2021 tento podíl navýšili na 10 %. Na konci roku 2021 navýšili přes svou společnost Vesa Equity Investment podíl v německé bance Aareal Bank z Wiesbadenu na 7,8 procenta. Banka se specializuje zejména na financování developerských projektů.
Hodnota menšinových podílů ve veřejně obchodovaných společnostech Křetínského a Tkáče vzrostla během pandemie covidu-19 o 587 milionů eur (tedy o 15,4 miliardy korun).
V roce 2021 založili nový společný holding J&T Capital Partners. Cílem nové holdingové společnosti je správa a rozvoj všech stávajících a budoucích podílů ve společných obchodních projektech. Holding odkoupil 44 % ve společnosti Energetický a průmyslový holding a plánuje odkoupit další vlastnické podíly, které jsou pod Tkáčovou kontrolou. J&T Capital Partners bude společností pod výlučnou kontrolou Tkáče, nicméně ekonomicky a kapitálově se na ní bude významně podílet skupina J&T Private Equity. Převezme tím také 44% podíly v EP Equity Investment, EC Investments a v EP Global Commerce.

### Další aktivity
Podle zpráv z dubna 2024 vlastní český miliardář Daniel Křetínský 27,5 % britské společnosti International Distribution Services plc (IDS) a vyvíjí úsilí o úplné ovládnutí této velké firmy s celkovým nákladem 5 miliard liber. Společnost zahrnuje zprivatizovanou Royal Mail, což je tradiční, avšak ztrátová britská Královská pošta, a výdělečnou zásilkovou firmu General Logistics Systems (GLS) se sídlem v Nizozemsku.
V dubnu 2024 koupil Křetínský přes svou společnost EPH 20 % podíl na ocelářské divizi koncernu ThyssenKrupp se sídlem v německém městě Essenu. Obě partnerské společnosti uvažují o vytvoření joint venture pro tuto ocelárnu, která má 27 000 zaměstnanců a ve které by Křetínský navýšil svůj podíl na 50 %. Jedním z důvodů zájmu německého koncernu o partnerství s Křetínským je skutečnost, že český miliardář ovládá elektrárny na východě Německa s celkovou výrobní kapacitou 14 gigawattů elektrického proudu, jenž bude ThyssenKrupp potřebovat pro plánované technologické změny při produkci ocele.

### Kontroverze
Firmy Daniela Křetínského (včetně jeho EP holdingu) v médiích rezonují mimo jiné z důvodu, že sídlí v tzv. daňových rájích. Například v roce 2015 se psalo o přesunu Křetínského podílů z Kypru do Lucemburska. Roku 2016 se Křetínský objevil s dalšími téměř 300 Čechy na seznamu Panama Papers, a to z důvodu vlastnictví firmy na Britských Panenských ostrovech. Křetínský potvrdil, že tam firmu sice má, ale ta pouze vlastní jachtu. Podezření z netransparentní vlastnické struktury a daňových úniků odmítl.
Poté, co Poslanecká sněmovna schválila koncem roku 2022 daň z neočekávaných zisků (tzv. windfall tax) pro firmy, které těžily z tržního zdražení energií a vybraných surovin v důsledku ruské invaze na Ukrajinu, se Křetínský rozhodl z Česka přesunout svou firmu EP Commodities, která se zabývá obchodem s energetickými surovinami. Jeho rozhodnutí vedlo mimo jiné v lednu 2023 k protestům aktivistů v sídle společnosti.